# Трихограмматиды
Трихограмматиды (лат. Trichogrammatidae) — семейство паразитических наездников надсемейства Chalcidoidea подотряда Стебельчатобрюхие отряда Перепончатокрылые насекомые. Размеры микроскопические, большинство видов менее 1 мм (0,3—1,2 мм). Крылья с сильно редуцированным жилкованием.

## Биология
Паразиты-яйцееды Чешуекрылых, Жесткокрылых и др. Некоторые виды способны паразитировать на водных насекомых. Среди них в Европе обнаружены 2 вида Trichogrammatidae: Prestwichia aquatica  Lubb. (паразитируют на клопах и жуках) и P. solitaria Rusch. (паразитируют на жуках и стрекозах). Они полностью адаптированы к жизни в воде и умирают без неё на открытом воздухе. Некоторые способны плавать под водой с помощью ног (Prestwichia Lubb.).

## Генетика
Гаплоидный набор хромосом n = 5.

## Классификация
Мировая фауна включает 83 рода и около 839 видов, в Палеарктике — 42 рода и около 300 видов. Фауна России включает 10 родов и 44 вида наездников этого семейства.
В 2015 году из эоценового балтийского янтаря были описаны 4 ископаемых вида: Mirufens illusionis, Palaeogramma eos, Pterandrophysalis plasmans и Szelenyia terebrae.
- Aphelinoidea Girault 1911 (34 вида)
- Apseudogramma Girault 1915
- Asynacta Förster 1856
- Australufens Girault 1935
- Bloodiella Novicky 1935
- Brachista Walker 1851
- Brachistagrapha De Santis 1997
- Brachygrammatella Girault 1915
- Brachyia Strand 1928
- Brachyufens Viggiani 1968
- Chaetogramma Doutt 1975
- Chaetostricha Walker 1851
- Chaetostrichella Girault 1914
- Densufens Lin 1994
- Doirania Waterston 1928
- Emeria Skalski 1988
- Enneagmus Yoshimoto 1975
- Epoligosita Girault 1916
- Epoligositina Livingstone & Yacoob 1983
- Eteroligosita Viggiani 1976
- Eutrichogramma Lin 1981
- Gnorimogramma De Santis 1972
- Haeckeliania Girault 1912
- Hayatia Viggiani 1982
- Hispidophila Viggiani 1968
- Hydrophylita Ghesquière 1946
- Ittys Girault 1911
- Ittysella Pinto & Viggiani 1988
- Japania Girault 1911
- Lathrogramma De Santis 1952
- Lathromeris Förster 1856 (22 вида)
- Lathromeroidea Girault 1912
- Lathromeromyia Girault 1914
- Megaphragma Timberlake 1924
- Microcaetiscus Ghesquière 1946
- Mirufens Girault 1915
- Monorthochaeta Blood 1923
- Neobrachista Girault 1912
- Neobrachistella Girault 1912
- Neocentrobia Girault 1912
- Neocentrobiella Girault 1915
- Neolathromera Ishii 1934
- Oligosita Walker 1851 (141 вид)
- Oligositoides Doutt 1968
- Ophioneurus Ratzeburg 1852
- Paracentrobia Howard 1897 (42 вида)
- Parahispidophila Yousuf & Shafee 1988
- Paraittys Viggiani 1972
- Paratrichogramma Girault 1912
- Paruscanoidea Girault 1915
- Pintoa Viggiani 1988
- Poropoea Förster 1851
- Prestwichia Lubbock 1864
- Probrachista Viggiani 1968
- Prochaetostricha Lin 1981
- Prosoligosita Hayat & Husain 1981
- Pseudobrachysticha Girault 1915
- Pseudogrammina Ghesquière 1946
- Pseudomirufens Lou 1998
- Pseudoxenufens Yoshimoto 1976
- Pterandrophysalis Novicky 1935
- Pterygogramma Perkins 1906 (12 видов)
- Soikiella Novicky 1934
- Szelenyia Novicky 1940
- Thoreauia Girault 1916
- Trichogramma Westwood 1833 (195 видов)
- Trichogrammatella Girault 1911
- Trichogrammatoidea Girault 1911 (24 вида)
- Trichogrammatomyia Girault 1916
- Tumidiclava Girault 1911 (18 видов)
- Tumidifemur Girault 1911
- Ufens Girault 1911 (30 видов)
- Ufensia Girault 1913
- Urogramma Girault 1920
- Uscana Girault 1911 (26 видов)
- Uscanella Girault 1911
- Uscanoidea Girault 1911
- Uscanopsis Girault 1916
- Xenufens Girault 1915
- Xenufensia Girault 1938
- Xiphogramma Novicky 1940
- Zagella Girault 1918 (8 видов)
- Zelogramma Noyes & Valentine 1989